# 14회 TV 바둑 아시아 선수권대회
14회 TV 바둑 아시아 선수권대회는 대한민국, 중국, 일본의 속기전 상위 입상자가 참가한 바둑 기전이다.  중국 베이징 화룬(華潤) 호텔에서 개최되었다. 결승에서는 대한민국의 이창호 九단이 조훈현 九단을 꺾고 6년 만에 우승하며 통산 3회 우승을 차지하였다.

## 대회 일정
| 구분                     | 연도   | 일정     | 장소                        |
| ------------------------ | ------ | -------- | --------------------------- |
| 개막식                   | 2002년 | 5월 7일  | 중국 베이징 화룬(華潤) 호텔 |
| 1회전 1~2국              | 2002년 | 5월 7일  | 중국 베이징 화룬(華潤) 호텔 |
| 1회전 3국, 준결승 1국    | 2002년 | 5월 8일  | 중국 베이징 화룬(華潤) 호텔 |
| 준결승 2국               | 2002년 | 5월 9일  | 중국 베이징 화룬(華潤) 호텔 |
| 결승전, 시상식 및 폐막식 | 2002년 | 5월 10일 | 중국 베이징 화룬(華潤) 호텔 |

## 출전 기사 명단
- 일본: 장쉬(NHK배 우승자), 하네 나오키(NHK배 준우승자)
- 대한민국: 이창호(20기 KBS 바둑왕전 우승자), 이세돌(20기 KBS 바둑왕전 준우승자), 조훈현(13회 전기 우승자 준결승 시드)
- 중국: 마샤오춘(CCTV배 우승자), 딩웨이(CCTV배 준우승자)

## 대진표
|  | 8강전      | 8강전  |        |    | 준결승전 | 준결승전 |  |  | 결승전 | 결승전 |
|  |            |        |        |    |          |          |  |  |        |        |
|  |            |        |        |    |          |          |  |  |        |        |
|  |            |        |        |    |          |          |  |  |        |        |
|  | 조훈현     |        |        |    |          |          |  |  |        |        |
|  |            |        |        |    |          |          |  |  |        |        |
|  |            |        |        |    |          |          |  |  |        |        |
|  | 조훈현     | 승     |        |    |          |          |  |  |        |        |
|  | 조훈현     | 승     |        |    |          |          |  |  |        |        |
|  |            | 장쉬   | 패     |    |          |          |  |  |        |        |
|  | 장쉬       | 장쉬   | 패     | 승 |          |          |  |  |        |        |
|  | 장쉬       |        |        | 승 |          |          |  |  |        |        |
|  | 딩웨이     | 패     |        |    |          |          |  |  |        |        |
|  | 딩웨이     | 패     | 조훈현 | 패 |          |          |  |  |        |        |
|  |            |        | 조훈현 | 패 |          |          |  |  |        |        |
|  |            | 이창호 | 승     |    |          |          |  |  |        |        |
|  | 이창호     | 이창호 | 승     | 승 |          |          |  |  |        |        |
|  | 이창호     |        |        | 승 |          |          |  |  |        |        |
|  | 하네나오키 | 패     |        |    |          |          |  |  |        |        |
|  | 하네나오키 | 패     | 이창호 | 승 |          |          |  |  |        |        |
|  |            |        | 이창호 | 승 |          |          |  |  |        |        |
|  |            | 이세돌 | 패     |    |          |          |  |  |        |        |
|  | 이세돌     | 이세돌 | 패     | 승 |          |          |  |  |        |        |
|  | 이세돌     |        |        | 승 |          |          |  |  |        |        |
|  | 마샤오춘   | 패     |        |    |          |          |  |  |        |        |
|  | 마샤오춘   | 패     |        |    |          |          |  |  |        |        |

## 대국 결과
| 대국         | 대국일자 | 승자        | 패자             | 결과             | 기보 | 비고  |
| ------------ | -------- | ----------- | ---------------- | ---------------- | ---- | ----- |
| 1회전 1국    | 5월 7일  | 장쉬 七단   | 딩웨이 七단      | 280수 백 4집반승 |      |       |
| 1회전 2국    | 5월 7일  | 이창호 九단 | 하네 나오키 八단 | 163수 백 불계승  |      |       |
| 1회전 3국    | 5월 8일  | 이세돌 九단 | 마샤오춘 九단    | 204수 백 불계승  |      |       |
| 준결승전 1국 | 5월 8일  | 조훈현 九단 | 장쉬 七단        | 265수 흑 반집승  |      |       |
| 준결승전 2국 | 5월 9일  | 이창호 九단 | 이세돌 三단      | 196수 백 불계승  |      |       |
| 결승전       | 5월 10일 | 이창호 九단 | 조훈현 九단      | 282수 백 2집반승 |      | [ 4 ] |

1. ↑  공베 메운 종국 296수
2. ↑  공베 메운 종국 269수, 중국식으로는 흑 1집반승, 한국식은 흑 반집승
3. ↑  공베 메운 종국 309수, 중국식 백 1과 1/4집승, 한국식 백 2집반승, 덤에 걸려 백 2집반을 거두었다.
4. ↑  결승전에서 장끼적으로 바둑을 대국했는데 백을 쥔 이창호 九단이 진가의 한판이 아니었나 쉽고, 흑을 쥔 조훈현 九단이 엶음이 있었는데 그것으로 적절하게 응징을 하면서 집으로 따라잡은 것 같다.